# معاهدة نهر كولومبيا
معاهدة نهر كولومبيا هي اتفاقية أبرمت عام 1961 بين كندا والولايات المتحدة بشأن تطوير وتشغيل السدود في حوض نهر كولومبيا العلوي لتحقيق فوائد الطاقة والسيطرة على الفيضانات في كلا البلدين. تم بناء أربعة سدود بموجب هذه المعاهدة: ثلاثة في مقاطعة كولومبيا البريطانية الكندية (سد دنكان ‏، سد ميكا ‏، سد كينليسايد ‏) وواحد في ولاية مونتانا الأمريكية (سد ليبي ‏).
نصّت المعاهدة على تقاسم نصف الطاقة الكهربائية وفوائد الفيضانات للولايات المتحدة مع كندا، كما سمحت بتشغيل مستودعات التخزين التابعة للمعاهدة لتحقيق فوائد أخرى. كانت الآثار طويلة المدى للمعاهدة متباينة: فبينما وفرت السدود فوائد اقتصادية هائلة لكولومبيا البريطانية ومنطقة شمال غرب المحيط الهادئ الأمريكية من خلال توليد الطاقة الكهرومائية والسيطرة على الفيضانات، لا تزال هناك مخاوف قائمة بشأن الآثار الاجتماعية والاقتصادية على المجتمعات المحلية، والآثار البيئية المرتبطة ببناء وتشغيل السدود الكبيرة.

## الخلفية
في عام 1944، وافقت الحكومتان الكندية والأمريكية على البدء في دراسة إمكانية التطوير المشترك للسدود في حوض نهر كولومبيا. كانت جهود التخطيط بطيئة حتى تسبب فيضان نهر كولومبيا عام 1948 ‏ في أضرار واسعة النطاق من تريل، كولومبيا البريطانية، إلى ما يقرب من أستوريا، أوريغون، مما أدى إلى تدمير فانبورت، ثاني أكبر مدينة في ولاية أوريغون بالكامل. لقد أدى الاهتمام المتزايد بحماية الفيضانات والحاجة المتزايدة لتطوير الطاقة إلى إثارة 11 عامًا من المناقشات والمقترحات البديلة لبناء السدود في كندا. وفي عام 1959، أصدرت الحكومات تقريراً أوصى بمبادئ التفاوض على الاتفاق وتوزيع التكاليف والفوائد. بدأت المفاوضات الرسمية في فبراير 1960 وتم التوقيع على المعاهدة في 17 يناير 1961 من قبل رئيس الوزراء ديفينباكر والرئيس أيزنهاور.
ولم يتم تنفيذ المعاهدة إلا بعد مرور أكثر من ثلاث سنوات بسبب الصعوبات التي واجهتها كندا في وضع الترتيبات اللازمة لتمويل بناء السدود الكندية وتسويق الطاقة الكهربائية المستحقة لها والتي كانت فائضة عن احتياجاتها خلال السنوات الأولى من المعاهدة. تم توقيع بروتوكول معاهدة واتفاقية بين كندا وكولومبيا البريطانية في يناير 1964 والتي حددت ووضحت العديد من أحكام المعاهدة، وحددت الحقوق والالتزامات بين حكومتي كولومبيا البريطانية وكندا، وسمحت ببيع الحقوق الكندية إلى سلطات الطاقة الأمريكية في مجرى النهر السفلي (إدارة الطاقة في بونفيل ‏). وتم تبادل وثائق التصديق ودخلت المعاهدة حيز التنفيذ في 16 سبتمبر/أيلول 1964.

### الولايات المتحدة
بدءًا من ثلاثينيات القرن العشرين، قامت الولايات المتحدة ببناء سدود على نهر كولومبيا السفلي لتوليد الطاقة والتحكم في الفيضانات والملاحة في القنوات والري في واشنطن كجزء من مشروع حوض كولومبيا ‏. وهكذا بدأ بناء السد على الجانب الأميركي من الحدود قبل دخول معاهدة نهر كولومبيا حيز التنفيذ. كانت هناك خطط مختلفة مطروحة في أوائل القرن العشرين لبناء سدود كبيرة على نهر كولومبيا، وركزت العديد منها على الري، لكن التطوير لم يبدأ بشكل جدي حتى ثلاثينيات القرن العشرين. خلال فترة الكساد الأعظم، قدمت الحكومة الفيدرالية الأمريكية الزخم اللازم للبناء، كجزء من برنامج العمل الجديد. بدأ بناء سدي بونفيل وجراند كولي خلال هذه الفترة، لكن مشاركة الحكومة في بناء سد كولومبيا استمرت حتى الوقت الحاضر.
تم وضع الخطط طويلة المدى لتطوير نهر كولومبيا في أمريكا لتوليد الطاقة الكهرومائية في أواخر ثلاثينيات القرن العشرين. في عام 1937، أقر الكونجرس الأمريكي قانون بونفيل للطاقة، مما أدى إلى إنشاء إدارة بونفيل للطاقة. كانت هذه مؤسسة فيدرالية جديدة تهدف إلى بناء خطوط نقل وبيع الطاقة المولدة بواسطة سدود بونفيل وجراند كولي وكولومبيا المستقبلية. ورغم أن هذه المشاريع زادت بشكل كبير من القدرة على السيطرة على الفيضانات وتوليد الطاقة، إلا أن النظام لم يتمكن من توفير الحماية الكاملة أو تعظيم كمية الطاقة المولدة. أدرك المخططون الأمريكيون أن الإمكانات الكاملة للنهر لا يمكن تسخيرها إلا من خلال التعاون عبر الحدود لإنشاء سعة تخزين إضافية فوق مجمع نهر كولومبيا السفلي الحالي. بفضل التخزين المقدم في كندا، يمكن توقيت إطلاق المياه لتلبية الطلب على الطاقة، بدلاً من الاعتماد على معدلات التدفق الطبيعي للنهر التي تحددها ذوبان الثلوج.

### كندا
كان رئيس وزراء مقاطعة كولومبيا البريطانية دبليو. أ. سي. بينيت وحكومته الائتمانية الاجتماعية ‏ مسؤولين عن تطوير البنية الأساسية في جميع أنحاء المقاطعة خلال الخمسينيات والستينيات. كان بينيت هو القوة الكندية وراء معاهدة نهر كولومبيا، وباعتباره مؤمنًا بتطوير السلطة العامة، فقد أنشأ وروج لـ "سياسة النهرين". حددت هذه السياسة تطوير الطاقة الكهرومائية لنهرين رئيسيين داخل مقاطعة كولومبيا البريطانية: نهر السلام ونهر كولومبيا. أراد بينيت تطوير نهر السلام لتغذية التوسع والتنمية في الشمال، مع استخدام نهر كولومبيا لتوفير الطاقة للصناعات المتنامية في جميع أنحاء المقاطعة.
لقد أتاحت المفاوضات الجارية بشأن معاهدة نهر كولومبيا فرصة فريدة لبينيت لتحقيق سياسة النهرين من خلال العمل حول القضايا النقدية في كولومبيا البريطانية. خلال الخمسينيات من القرن العشرين، كانت حكومة كولومبيا البريطانية تفتقر إلى الأموال اللازمة لتطوير نهري كولومبيا والسلام، وكانت شركة المرافق الخاصة BC Electric غير راغبة في دفع تكاليف تطوير الطاقة الكهرومائية على هذين النهرين. لذلك، أوصى مجلس الطاقة في كولومبيا البريطانية بأن يتم تنفيذ تطوير الطاقة الكهرومائية كمشروع عام. في الأول من أغسطس عام 1961، تم اقتراح مشروع قانون رقم 5 على الهيئة التشريعية في كولومبيا البريطانية، والذي يدعو إلى السيطرة الإقليمية على شركة الكهرباء في كولومبيا البريطانية وإنشاء شركة تطوير الطاقة في نهر السلام. وفي وقت لاحق من ذلك الشهر، تم إقرار مشروع القانون رقم 5 ليصبح قانونًا يمهد الطريق لإنشاء شركة بي سي هيدرو في عام 1963، وهو ما استكمل رؤية بينيت بشأن "الطاقة العامة". بعد ذلك، أصبحت شركة بي سي هيدرو تتألف من شركة BC Electric وشركة Peace River Power Development ولجنة BC Power. سمح إنشاء كيان طاقة مملوك للحكومة لبينيت بتمويل السدود ومحطات الطاقة على نهر كولومبيا بأسعار فائدة أقل، وبالتالي تقليل التكلفة. حددت اتفاقية كولومبيا البريطانية وكندا المبرمة في 8 يوليو 1963 شركة بي سي هيدرو باعتبارها الكيان المسؤول عن السدود الكندية الموضحة في المعاهدة والعمليات السنوية للمعاهدة.
أشرف بينيت على المفاوضات بشأن اتفاقية بيع الحقوق الكندية التي وفرت الأموال اللازمة لتطوير نهري كولومبيا والسلام في وقت واحد. نظرًا لأنه كان من غير القانوني بالنسبة لكندا تصدير الطاقة خلال الخمسينيات والستينيات من القرن العشرين،[بحاجة لمصدر] كانت الأموال التي وفرتها معاهدة نهر كولومبيا هي الطريقة الوحيدة المعقولة لكولومبيا البريطانية لتطوير كلا النهرين، وبالتالي أصبحت المعاهدة جزءًا لا يتجزأ من رؤية بينيت للسلطة في كولومبيا البريطانية. باستخدام الأموال النقدية التي تم الحصول عليها من بيع توليد الطاقة الإضافي من الاستحقاق الكندي (حوالي 274.8 مليون دولار كندي في سبتمبر 1964 خلال السنوات الثلاثين الأولى)، شرعت حكومة كولومبيا البريطانية في تطوير مرافق الطاقة على نهري كولومبيا والسلام، تحقيقًا لسياسة النهرين التي وضعها بينيت.
باختصار، سعت كولومبيا البريطانية إلى إبرام معاهدة نهر كولومبيا لأنها أتاحت فرصة فريدة لتطوير الطاقة الكهرومائية، وهو ما لم يكن ممكنًا لولا ذلك (بسبب الوضع المالي للمقاطعة خلال تلك الفترة). وكان الأمل معقودًا على أن تعزز هذه التطورات النمو الصناعي في المقاطعة وتساهم في نمو اقتصادها.

## أحكام المعاهدة
وبموجب شروط الاتفاقية، كان مطلوبًا من كندا توفير 19.12 كم 3 (15.5 مليون فدان قدم [ماف]) من خزان التخزين القابل للاستخدام خلف ثلاثة سدود كبيرة. كان من المقرر إنجاز ذلك باستخدام 1.73 كم 3 (1.4 مليون فدان) التي يوفرها سد دنكان ‏ (1967)، و8.76 كم 3 (7.1 مليون فدان) تم توفيرها بواسطة سد أرو (1968) (تم تغيير اسمه لاحقًا إلى سد هيو كينليسايد)، و8.63 كم 3 (7.0 مليون فدان) تم توفيرها بواسطة سد ميكا ‏ (1973). ومع ذلك، تم بناء السد الأخير أعلى مما هو مطلوب بموجب المعاهدة، وبالتالي يوفر إجمالي 14.80 كم 3 (12 مليون فدان) بما في ذلك 6.17 كم 3 (5.0 مليون فدان) من مساحة التخزين غير المعاهدة. ما لم يتم الاتفاق على خلاف ذلك، فإن مشاريع المعاهدة الكندية الثلاثة مطلوب منها أن تعمل من أجل حماية الفيضانات وزيادة توليد الطاقة في الموقع وفي مجرى النهر في كل من كندا والولايات المتحدة، على الرغم من أن تخصيص عمليات تخزين المياه بين المشاريع الثلاثة هو حسب تقدير كندا. ويتم تقاسم فوائد الطاقة والسيطرة على الفيضانات في مجرى النهر في الولايات المتحدة والتي تنشأ عن تشغيل خزانات المعاهدة الكندية بين البلدين وفقًا لأحكام المعاهدة.
كما سمحت المعاهدة للولايات المتحدة ببناء سد ليبي ‏ على نهر كوتيناي في مونتانا والذي يوفر 6.14 مليون متر مكعب إضافية من المياه. كم 3 (4.98 مليون فدان) من التخزين النشط في خزان كوكانوسا. على الرغم من أن الاسم يبدو وكأنه من أصول أصلية، إلا أنه في الواقع عبارة عن تسلسل من الأحرف الثلاثة الأولى من Koo tenai / Koo tenay، وCanada و USA، وكان الإدخال الفائز في مسابقة لتسمية الخزان. المياه خلف سد ليبي تغمرها المياه 42 ميل (68 كـم) إلى كندا، في حين تعود المياه المنبعثة من السد إلى كندا أعلى بحيرة كوتيناي مباشرة. بدأ تشغيل سد ليبي في مارس 1972 ويتم تشغيله لتوليد الطاقة والتحكم في الفيضانات وغيرها من الفوائد في الموقع وفي مجرى النهر في كل من كندا والولايات المتحدة. ولم تدفع الولايات المتحدة لكندا ثمن الأراضي التي غمرتها مياه سد ليبي، كما أن كندا لا تدفع للولايات المتحدة ثمن الطاقة الناتجة عن ذلك وفوائد السيطرة على الفيضانات في مجرى نهر كوتيناي.
باستثناء سد ميكا، الذي تم تصميمه وبنائه باستخدام محطة طاقة، تم بناء مشاريع المعاهدة الكندية في البداية لغرض وحيد وهو تنظيم تدفق المياه. في عام 2002، ومع ذلك، قامت شركة مشتركة بين شركة كولومبيا للطاقة ‏ وشركة كولومبيا باسين تراست ‏ ببناء مشروع أرو ليكس ‏ للطاقة الكهرومائية بقدرة 185 ميجاوات بالتوازي مع سد كينليسايد بالقرب من كاسلجار، بعد 35 عامًا من اكتمال بناء سد التخزين في الأصل. ويظل سد دنكان مجرد مشروع تخزين، ولا يحتوي على مرافق لتوليد الطاقة.
تُدير الكيانات الكندية والأمريكية، المُحددة بموجب المعاهدة، والمعينة من قِبل الحكومات الوطنية، معظم الأنشطة المطلوبة بموجب المعاهدة. الكيان الكندي هو هيئة الطاقة الكهرومائية في كولومبيا البريطانية، والكيان الأمريكي هو مدير إدارة بونفيل للطاقة ومهندس الفرقة الشمالية الغربية في فيلق مهندسي الجيش الأمريكي. كما أنشأت المعاهدة مجلسًا هندسيًا دائمًا، يتألف من أعضاء متساويين من كندا والولايات المتحدة، ويُقدم تقارير سنوية إلى كلا الحكومتين حول قضايا المعاهدة، وأي انحرافات عن خطط التشغيل، ويساعد الكيانين في حل أي نزاعات.

### الدفع مقابل المزايا الأمريكية
وباعتبارها سدادًا للفوائد التي حققتها الولايات المتحدة من خلال عملية التخزين الكندية، فقد ألزمت المعاهدة الولايات المتحدة بما يلي:
1. تقديم نصف الزيادة المقدرة في فوائد الطاقة في مجرى النهر الأمريكي إلى كندا، على أساس مستمر (الاستحقاق الكندي)، و
2. إجراء دفعة نقدية لمرة واحدة عند اكتمال بناء كل سد مقابل نصف قيمة أضرار الفيضانات المستقبلية المقدرة التي تم منعها في الولايات المتحدة

يتم حساب الاستحقاق الكندي قبل خمس سنوات لكل سنة تشغيلية باستخدام طريقة حساب المعاهدة المتفق عليها، ويختلف المبلغ بشكل أساسي كدالة لأحمال الطاقة المتوقعة وموارد توليد الطاقة الحرارية وإجراءات التشغيل. وتمنح هذه الطريقة كندا ميزة تخزين "الإضافة الأولى" التي تتجاهل السدود الأميركية التي بنيت بعد عام 1961 (على سبيل المثال، ليبي ودورشاك)، وتحد من مبيعات الطاقة الفائضة إلى كاليفورنيا، وتستبعد القيود الحديثة المرتبطة بالأسماك في السدود الأميركية. وبدون هذين الحدين الأولين، فإن الاستحقاق الكندي سيكون أقل قليلا من نصف القيم الحالية. يتم تسويق الاستحقاق الكندي بواسطة شركة باوركس. يختلف الاستحقاق الكندي من عام إلى آخر، ولكنه يتراوح عمومًا في نطاق 4400 جيجاوات ساعة سنويًا وحوالي 1250 ميجاوات من القدرة.
ألزمت المعاهدة الولايات المتحدة بدفع مبلغ إجمالي قدره 64.4 مليون دولار أمريكي (69.6 مليون دولار كندي) لتغطية تكاليف التحكم في الفيضانات الناتجة عن تشغيل 8.45 مليون فدان من المخزون الكندي. واستند الدفع إلى تخصيص:
1. يمنح كندا رصيدًا متساويًا للمشاريع الأمريكية الموجودة في عام 1961 (أفضل من تلك التي تمت إضافتها في البداية)،
2. يتجاهل فوائد السيطرة على الفيضانات التي توفرها ليبي وغيرها من المشاريع الأمريكية بعد عام 1961، و
3. كما يتجاهل فوائد التحكم في الفيضانات التي توفرها عملية تخزين الطاقة الكندية التي تستخرج عادة أكثر بكثير من التزام التحكم في الفيضانات البالغ 8.45 مليون فدان. تم رسملة الفائدة السنوية المقدرة مقابل دفعة مقدمة بناءً على معدل فائدة أمريكي منخفض قدره37⁄8 في المائة لأضرار الفيضانات التي تم منعها حتى سبتمبر 2024. وأصرت الولايات المتحدة على تحديد الدفع على أساس الفوائد حتى عام 2024 لأن البديل كان بناء سدود أميركية يتم سداد تكلفتها بالكامل بحلول ذلك الوقت. وقد قبلت كندا طريقة الحساب وأوضحت للبرلمان أن المبلغ 64.4 مليار دولار. مليون دولار أكبر بنسبة 24% من القيمة إلى كندا في51⁄2 % فائدة على المدفوعات السنوية التي تتم بشكل دائم. وفي غياب أي اتفاقيات جديدة، فإن شراء الولايات المتحدة لعملية سنوية لتخزين المياه من كندا للسيطرة على الفيضانات سوف ينتهي في عام 2024، وسوف يتم استبداله بخيار للولايات المتحدة "بالاستعانة" بتخزين المياه من كندا لتلبية احتياجات السيطرة على الفيضانات التي لا يمكن توفيرها بشكل كاف من خلال المشاريع الأمريكية، ويجب على الولايات المتحدة أن تدفع لكندا تكاليف التشغيل وأي خسائر اقتصادية بسبب عمليات السيطرة على الفيضانات المطلوبة.

### الإنهاء
لا يوجد تاريخ انتهاء محدد للمعاهدة، ولكنها تتضمن خيارًا لأيٍّ من الدولتين بإنهاء معظم أحكامها في أي وقت بعد 60 عامًا (أي 16 سبتمبر 2024)، مع إشعار مسبق بعشر سنوات على الأقل. في حال إنهاء المعاهدة، تبقى عدة أحكام سارية، بما في ذلك "السيطرة على الفيضانات"، وتشغيل وتنسيق حقوق تحويل نهري ليبي وكوتيناي.
راجعت الحكومتان الكندية والأمريكية المعاهدة قبل فرصة عام 2014 للإخطار بإنهاء مبكر. وُضعت الخيارات عمومًا ضمن ثلاث فئات:
- استمرار المعاهدة مع التغيير التلقائي للسيطرة على الفيضانات المطلوبة،
- إنهاء المعاهدة (مع استمرار الدعوة للسيطرة على الفيضانات)، أو
- التفاوض بشأن التغييرات التي تطرأ على المعاهدة والتي من شأنها تعديل التزامات السيطرة على الفيضانات والطاقة و/أو إنشاء أحكام جديدة لتحقيق فوائد أخرى، وخاصة الأهداف البيئية.

أطلقت حكومتا كولومبيا البريطانية والولايات المتحدة مواقع إلكترونية لإعلام المواطنين وإشراكهم في عملية المراجعة.
اعتبارًا من 9 مارس 2025، قالت إدارة ترامب إنها "تريد إجراء تغييرات" على معاهدة نهر كولومبيا.

## التأثيرات

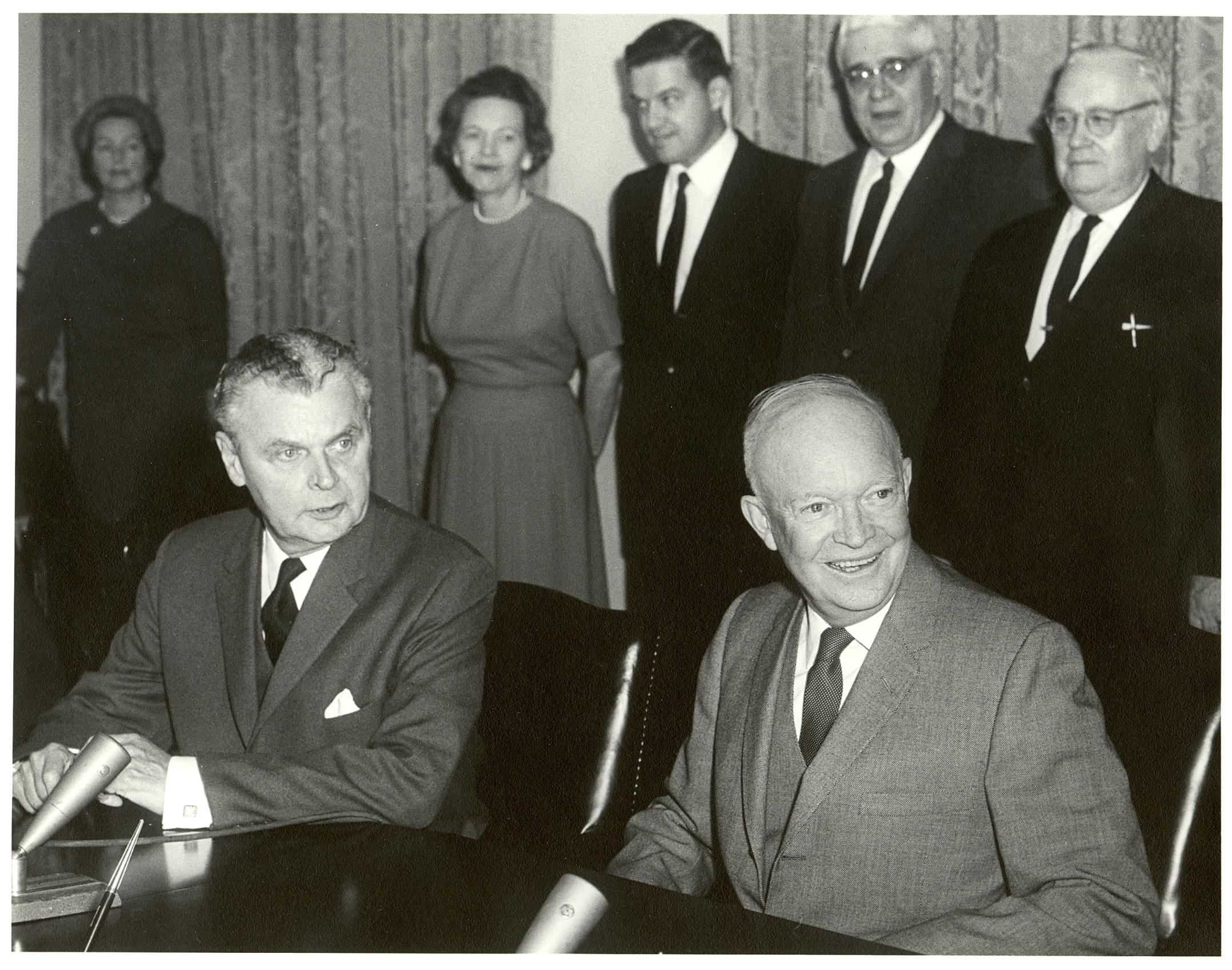
رئيس الوزراء الكندي جون ديفينباكر (يجلس على اليسار) والرئيس الأمريكي دوايت أيزنهاور عند توقيع معاهدة نهر كولومبيا عام 1961

كان هناك جدل في البداية حول معاهدة نهر كولومبيا عندما رفضت كولومبيا البريطانية الموافقة على التصديق عليها على أساس أنه في حين أن المقاطعة سوف تلتزم ببناء السدود الثلاثة الكبرى داخل حدودها، فإنها لن يكون لديها أي ضمانات بوجود مشتري للحقوق الكندية التي كانت فائضة عن احتياجات المقاطعة في ذلك الوقت. وجاء التصديق النهائي في عام 1964 عندما وافق اتحاد مكون من 37 شركة مرافق عامة وأربع شركات خاصة في الولايات المتحدة على دفع 274.8 مليون دولار كندي لشراء الاستحقاق الكندي لمدة 30 عامًا من تاريخ الانتهاء المقرر لكل من المشاريع الكندية. استخدمت مقاطعة كولومبيا البريطانية هذه الأموال، إلى جانب الدفعة الأمريكية البالغة 69.6 مليون دولار كندي لفوائد السيطرة على الفيضانات في الولايات المتحدة، لبناء السدود الكندية.
وفي السنوات الأخيرة، حظيت المعاهدة باهتمام كبير، ليس بسبب ما تحتويه، بل بسبب ما تفتقر إليه. تعكس المعاهدة العصر الذي تم التفاوض فيه، حيث تركز على الطاقة الكهرومائية والسيطرة على الفيضانات. إن "خطط التشغيل المؤكدة" التي تحدد مبالغ الاستحقاق الكندية وتؤسس لعملية أساسية لتخزين المعاهدة الكندية، لا تتضمن سوى القليل من المعالجة المباشرة للمصالح الأخرى التي نمت أهميتها على مر السنين، مثل حماية الأسماك والري وغيرها من المخاوف البيئية. ومع ذلك، تسمح المعاهدة للكيانات بدمج مجموعة واسعة من المصالح في "خطط التشغيل التفصيلية" التي يتم الاتفاق عليها مباشرة قبل السنة التشغيلية، والتي تعدل "خطط التشغيل المؤكدة" لإنتاج نتائج أكثر فائدة لكلا البلدين. على مدى أكثر من عشرين عاماً، تضمنت "الخطط التشغيلية التفصيلية" عدداً متزايداً من العمليات الصديقة للأسماك والمصممة لمعالجة المخاوف البيئية على جانبي الحدود.
كان رئيس وزراء كولومبيا البريطانية دبليو. أ. سي. بينيت لاعباً رئيسياً في التفاوض على المعاهدة، ووفقاً للسيناتور الأمريكي كلارنس ديل، كان مفاوضاً صعباً. ودفعت الولايات المتحدة 275 مليون دولار كندي، ليصل المبلغ بعد الفوائد إلى 458 مليون دولار كندي. لكن خليفة بينيت، ديف باريت، كان متشككًا بشأن الصفقة؛ فقد لاحظ أن السدود الثلاثة وخطوط الطاقة المرتبطة بها كلفت في النهاية ثلاثة أضعاف هذا الرقم، بالإضافة إلى تكاليف أخرى. دحض الدكتور هيو ل. كينليسايد (الذي سُمي سد كينليسايد باسمه) هذه الادعاءات وغيرها من الالتباسات حول فوائد وتكاليف المعاهدة في بحثه الصادر عام 1974 بعنوان "بعد عشر سنوات، نتائج معاهدة نهر كولومبيا". وأوضح أن التقدير الأصلي لتكلفة السدود الكندية بلغ حوالي 411 مليون دولار كندي بدولارات عام 1963. بلغت التكلفة الفعلية في عام 1973 نحو 548 مليون دولار كندي، وشمل ذلك 50 مليون دولار لتحسينات إقليمية تتجاوز استبدال مثيلاتها. وهذا يمثل زيادة بنسبة 33% على مدى عشر سنوات، وأشار إلى أنه خلال تلك الفترة ارتفعت التكلفة المتوسطة للسدود والخزانات في كندا بنسبة 80%. بلغت قيمة مدفوعات الطاقة والسيطرة على الفيضانات في الولايات المتحدة بالدولار في عام 1973، والتي زادت مع الفائدة، 479 مليون دولار كندي؛ مما خلف عجزاً قدره 69 مليون دولار كندي. مقابل هذه التكلفة، تمكنت شركة كولومبيا البريطانية من إضافة محطة طاقة في ميكا، وفي وقت لاحق في قناة كوتيناي، وريفيلستوك، وكينليسايد، وبناء خطوط نقل لتوصيل الطاقة إلى مراكز التحميل الرئيسية بتكلفة أقل بكثير من البدائل. منذ نهاية صفقة بيع حق الاستحقاق الكندي للولايات المتحدة في مارس/آذار 2003، كان تسليم الولايات المتحدة لسلطة حق الاستحقاق إلى كولومبيا البريطانية بمثابة فائدة أعظم كثيراً من تقديرات الحكومة الكندية في عام 1964 والتي بلغت 5 ملايين دولار كندي سنوياً. أفادت حكومة كولومبيا البريطانية في ديسمبر/كانون الأول 2012 أن متوسط الإيرادات السنوية من الطاقة الكهربائية الكندية التي تسوقها شركة باوركس للمقاطعة، على مدى السنوات العشر الماضية، بلغ 202 مليون دولار كندي سنويا. وتذهب هذه الإيرادات إلى صندوق الإيرادات الموحد للمقاطعة.

### التأثيرات الاجتماعية

#### محليا
وقد نشأ عدد من المواقف المختلفة لدى السكان المحليين الذين قد يتأثرون بشكل مباشر أو غير مباشر ببناء سدود معاهدة نهر كولومبيا. اضطرت شركة بي سي هيدرو ‏ إلى الانتقال إلى مكان آخر وتعويض الأشخاص الذين فقدوا أراضيهم ومنازلهم. في أرو ليك، كان لا بد من شراء 3،144 عقارًا ونقل 1،350 شخصًا. مع بناء سد دنكان ‏ تم شراء 39 عقارًا ونقل 30 شخصًا، وبعد ذلك تم شراء 25 عقارًا في سد ميكا ‏ بما في ذلك خطوط الفخاخ والأراضي ذات الموارد الاقتصادية الأخرى. نظرًا لأن بحيرة أرو كانت تضم أكبر عدد من الأشخاص الذين يحتاجون إلى النقل، فقد أثارت الكثير من الجدل والآراء المتباينة. كان الأشخاص الذين عملوا في السد يشعرون بالفخر والهدف لأنهم تمكنوا من توفير احتياجات أسرهم على المدى الطويل. ومع ذلك، وبسبب استبعاد جلسات الاستماع المحلية للمعاهدة ونتيجة سد أرو، شعر العديد من السكان بالعجز في قرار المقاطعة بإغراق المنطقة. وردًا على ذلك، تم إنشاء صندوق حوض كولومبيا، جزئيًا، لمعالجة التأثيرات الاجتماعية والاقتصادية طويلة الأمد في كولومبيا البريطانية والتي نتجت عن هذا الفيضان.
لاحظ جيه دبليو ويلسون الذي شارك في اتفاقية التسوية لشركة بي سي هيدرو أنه في حين نظروا إلى القيمة المادية لمنازل السكان، لم يتمكنوا من تضمين الخسائر التي جاءت مع العيش بشكل مكتفٍ ذاتيًا، وهو أسلوب حياة لن يكون ممكنًا في مدينة أو منطقة حضرية. أما نوع الثروات التي لم يتم ملاحظتها، فكانت تتكون من الزراعة، والثروة الحيوانية، والسياحة، والأخشاب. كما أن دفع الحد الأدنى من الضرائب مكّن أيضًا من اتباع أسلوب حياة مكتفٍ ذاتيًا بتكلفة قليلة. بالإضافة إلى ذلك، من وجهة نظر خارجية، يبدو الأمر كما لو أن شركة بي سي هيدرو كانت عادلة فيما يتعلق بأسعار تسوية المقيمين لأراضيهم ومنازلهم. ومع ذلك، اعتقد العديد من الناس أن أسعار التسوية التي فرضتها شركة بي سي هيدرو غير عادلة، لكنهم شعروا بالترهيب والعجز عن تحديها في المحكمة، لذلك قبلوا الأسعار على مضض. وتساءل السكان عن الفوائد التي قد تعود عليهم من السد إذا ما تم نقلهم إلى مكان آخر، وخسارة الأموال على المدى الطويل. ومع ذلك، قامت شركة بي سي هيدرو ببناء مجتمعات جديدة لأولئك الذين يعيشون من ناكوسب إلى إيدجوود، كجزء من عملية التعويض. حصلت هذه المجتمعات على كهرباء شركة بي سي هيدرو، ومياه جارية، وخدمات الهاتف، ومدرسة، وكنيسة، وحديقة، ومتاجر. وأخيرًا، أدى بناء السد إلى توفير فرص عمل للعديد من الأسر، وتوفير الكهرباء للمجتمعات النائية التي كانت في السابق بعيدة عن متناول شبكة نقل الكهرباء في كولومبيا البريطانية، وكانت تعتمد على مولدات الغاز والديزل.
وعلى الرغم من تلقي تعويض مادي، يزعم ويلسون أن الخسارة العاطفية لمنازل الناس والمناظر الطبيعية المألوفة لا يمكن تعويضها، مما أدى إلى زيادة الضغوط الجسدية والنفسية الناجمة عن نقل منازلهم ومجتمعاتهم. وكانت الخسارة العاطفية صعبة بشكل خاص على شعب الأمم الأولى الذين يعيشون حول هذه المناطق. لقد فقد شعب سينيكست الذي احتل وادي نهر كولومبيا لآلاف السنين، أماكن الدفن المقدسة، وهي تجربة مدمرة للغاية بالنسبة لمجتمعهم. علاوة على ذلك، تم تصنيف شعب سينيكست رسميًا على أنه منقرض من قبل الحكومة الكندية في عام 1953 على الرغم من أن العديد من شعب سينيكست ما زالوا على قيد الحياة. ومن المشكوك فيه توقيت وصف هؤلاء الأشخاص بأنهم منقرضون، مع المتابعة السريعة للتوقيع على اتفاقية نهر كولومبيا بعد بضع سنوات. مع وضع ذلك في الاعتبار، كان لدى الشؤون الهندية في كندا القدرة على التأثير على توقيع اتفاقيات السدود، وخاصة سد ليبي وسد واردنر، والتكلفة المحتملة لاستبدالهما، فضلاً عن "إعادة تأهيل الهنود". ومع ذلك، بسبب الضغط من أجل استيعاب شعب الأمم الأولى في اقتصاد قائم على النقد، وعدم تأثر الاحتياطيات فعليًا بالسدود، كان للشؤون الهندية مشاركة وتأثير ضئيلين. مرة أخرى، وكما حدث مع شركة بي سي هيدرو، تجاهلت وزارة الشؤون الهندية الصيد وصيد الأسماك والتجمعات والأراضي المقدسة باعتبارها ذات أهمية مادية أو عاطفية أو روحية بالنسبة لشعوب الأمم الأولى.

#### إقليميا
كان هدف اللجنة الدولية المشتركة (IJC)، فيما يتعلق بتطوير حوض نهر كولومبيا، هو إنجاز ما لم يكن من الممكن تحقيقه من خلال معاهدة نهر كولومبيا (CRT) من خلال العمل بشكل فردي بين كولومبيا البريطانية (BC) والولايات المتحدة. وكان من المتوقع أن يتم تجنب التكاليف الإضافية أو الحصول على فوائد إضافية من خلال التعاون بين كولومبيا البريطانية/كندا والولايات المتحدة ومع ذلك، شعر الكثيرون أن مثل هذه التوقعات لم تتحقق بسبب آثار المعاهدة الفعلية. وبعد فترة وجيزة من دخول المعاهدة حيز التنفيذ، أصبح من الواضح أن العائدات المجمعة لم تكن بالضرورة أكبر مما كانت لتتحقق لو استمرت كل دولة في العمل بشكل مستقل. ويختلف آخرون حول هذه الفكرة.
وعلى مدى عمر المعاهدة، شعرت مقاطعة كولومبيا البريطانية بتأثيرات إيجابية وسلبية. بالنسبة لكولومبيا البريطانية، شملت التأثيرات الإيجابية للمعاهدة فوائد اقتصادية واجتماعية مباشرة وغير مباشرة. وقد جاءت الفوائد المباشرة في شكل حماية أفضل من الفيضانات، وزيادة توليد الطاقة في كل من المرافق الجديدة والقائمة، وضمان تدفقات الطاقة في فصل الشتاء، وقوة الاستحقاق الكندية المستحقة حاليًا لكولومبيا البريطانية من الولايات المتحدة (والتي تقدر قيمتها بنحو 300 مليون دولار سنويًا). في بداية المعاهدة، تلقت المقاطعة مدفوعات إجمالية من الولايات المتحدة مقابل بيع الحقوق الكندية لمدة 30 عامًا وتوفير حماية مضمونة من الفيضانات لمدة 60 عامًا للولايات الشمالية الغربية. وقد شملت الفوائد غير المباشرة التي عادت على المقاطعة خلق فرص عمل لآلاف الأشخاص في مجال بناء وتشغيل السدود، فضلاً عن انخفاض أسعار الطاقة للعملاء في كل من كولومبيا البريطانية وشمال غرب الولايات المتحدة. وعلاوة على ذلك، أصبح العديد من التطورات اللاحقة في كولومبيا البريطانية ممكنة بفضل معاهدة نهر كولومبيا بسبب تنظيم المياه الذي توفره أنظمة التخزين في المنبع. ومن الأمثلة على هذه التطورات محطة قناة كوتيناي ‏ (1975)، وسد ريفيلستوك ‏ (1984)، ومحطة توليد الطاقة أرو ليكس بقدرة 185 ميجاوات، ومشروع التوسعة الرائعة ‏. كان هناك مشروع آخر أصبح ممكنًا جزئيًا بفضل معاهدة نهر كولومبيا وهو رابطة دول المحيط الهادئ للربط الداخلي ‏، والذي تم بناؤه في الولايات المتحدة ويظل حتى يومنا هذا جزءًا أساسيًا من شبكة الطاقة الغربية، مما يسهل تداول الطاقة بين جميع أجزاء غرب كندا وغرب الولايات المتحدة.
ومع ذلك، بالنسبة لمقاطعة كولومبيا البريطانية، لم تكن تأثيرات معاهدة نهر كولومبيا إيجابية بالكامل. بحلول عام 1974، أي بعد مرور عشر سنوات فقط على توقيع المعاهدة، انقسم الأساتذة والسياسيون والخبراء في جميع أنحاء كولومبيا البريطانية حول مدى الفائدة التي عادت بها المعاهدة على المقاطعة. وقال كثيرون إن شروط المعاهدة لم تكن لتقبل أبداً في أيامنا هذه. لقد أثرت التأثيرات السلبية لمعاهدة نهر كولومبيا على كل من الاقتصاد والبيئة في كولومبيا البريطانية. تم استخدام عائدات المعاهدة من الولايات المتحدة لدفع جزء من تكاليف بناء سدود دنكان وكينليسايد وميكا، ولكن تكلفة بناء السدود الثلاثة بالنسبة لكولومبيا البريطانية تجاوزت العائدات التي تم تلقيها في البداية من بيع الطاقة في مجرى النهر وفوائد السيطرة على الفيضانات. وكان على المقاطعة أيضًا أن تدفع ثمن تحسين الطرق السريعة والجسور ونقل السكك الحديدية، فضلاً عن زيادات الرعاية الاجتماعية للأشخاص المتضررين من تركيب السدود. وبسبب هذا العجز، يُزعم أن بناء المدارس والمستشفيات عانى، وأن خدمات مثل دائرة الغابات والطرق السريعة وموارد المياه تم استغلالها سراً للحصول على الأموال.
لقد أصبح من الواضح، بالنظر إلى الماضي، أن بيع الحقوق الكندية لمدة 30 عامًا كان أقل من قيمته الحقيقية في وقت توقيع المعاهدة. لقد تعرضت إدارة دبليو. أ. سي. بينيت لانتقادات متكررة بسبب قصر نظرها في المفاوضات الأولية، ولكن كان من الصعب تقييم هذه الاتفاقيات بدقة في ذلك الوقت. في عام 1960، أنتجت شركة كولومبيا ريفر باور نصف مليون طن من الألمنيوم للولايات المتحدة. وبحلول عام 1974، زادت الطاقة بموجب المعاهدة هذا الإنتاج ثلاثة أضعاف، مما أضر بإنتاج الألمنيوم في كولومبيا البريطانية، مما أدى فعليًا إلى تصدير آلاف الوظائف في هذه الصناعة. وتشمل التأثيرات السلبية الأخرى فيضانات حوالي 600 كم 2 من قيعان الوديان الخصبة والمنتجة لملء خزانات أرو ليكس ‏ ودنكان وكينباسكيت وكوكانوسا. لم يتم إجراء أي تقييم لقيمة الأراضي الحرجية المغمورة بالمياه؛ وهي الأراضي التي كان من الممكن أن تنتج أخشابًا قيمة لاقتصاد كولومبيا البريطانية.

### التأثيرات البيئية

#### كندا

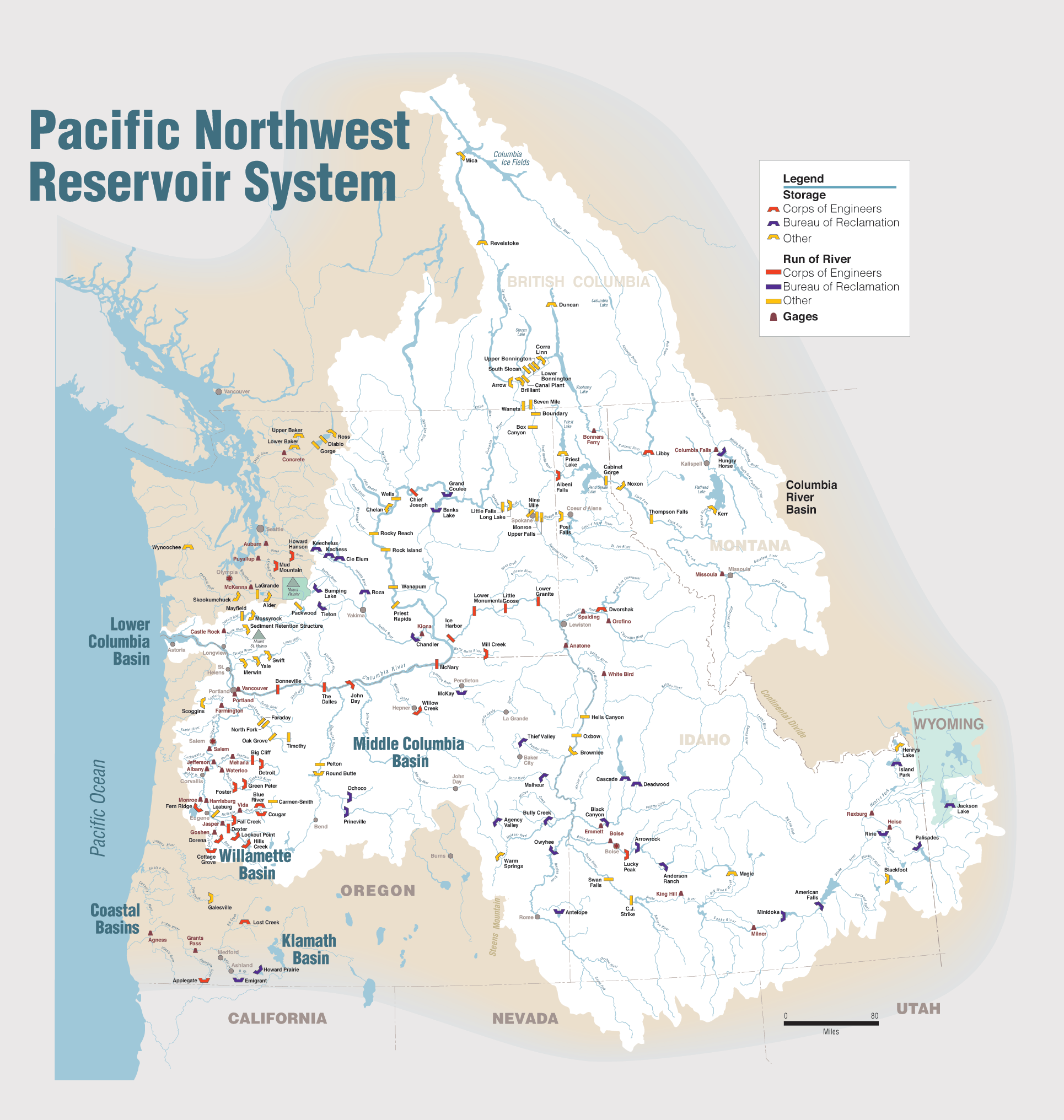

يتمتع نهر كولومبيا بأكبر معدل تصريف سنوي مقارنة بجميع الأنهار الأخرى على طول ساحل المحيط الهادئ. قبل إدخال السدود على النهر، كانت التغيرات في منسوب المياه ترتفع وتنخفض بشكل متوقع مع الفصول، وكان هناك نزوح يبلغ تسعة أمتار بين ارتفاع ذوبان الثلوج في الربيع وانخفاضات الخريف. بعد بناء السدود، تغيرت تدفقات النهر، وفي بعض المناطق تغيرت مستويات المياه القصوى والدنيا السابقة بعشرات الأمتار. تم تخفيض التدفقات المرتفعة في الربيع والصيف، وتم زيادة التدفقات في الخريف والشتاء لتلبية الطلب على الطاقة في الولايات المتحدة. بعد بناء السد، بدأت المياه أثناء الفيضانات العالية تغطي مساحة كبيرة من الأراضي الصالحة للزراعة في الوادي – وعندما تم سحبها لإنتاج الطاقة، حملت معها التربة الخصبة، مما جعل الأراضي الزراعية عديمة الفائدة. بالإضافة إلى ذلك، تشير التقديرات إلى أن موطن 8000 غزال، و600 من الأيائل، و1500 من الموظ، و2000 من الدببة السوداء، و70 ألف من البط والإوز قد غمرته المياه بسبب إنشاء الخزانات.
يؤثر إنشاء السد على كل الكائنات الحية في المنطقة المحيطة، سواء أعلى أو أسفل النهر. يصبح التغير في المنبع واضحًا مع ارتفاع مستويات المياه وغمر أماكن التعشيش وطرق الهجرة للطيور المائية. مع تغير مستويات المياه في خزانات التخزين على مدار العام، أصبح توفر الموائل المائية ومصادر الغذاء غير موثوق به. يعتبر العوالق، وهو الغذاء الرئيسي للسلمون والسلمون المرقط، حساسًا بشكل خاص للتغيرات في مستوى المياه. تصبح الرواسب الغنية بالمغذيات، والتي كانت تتدفق في السابق باتجاه مجرى النهر، محاصرة في الخزانات فوق السدود، مما يؤدي إلى حدوث تغييرات في خصائص المياه ودرجات الحرارة على جانبي الحاجز. فرق في درجة حرارة الماء بمقدار 9 درجة مئوية (48 °ف) تم قياسها ذات مرة بين نهر كولومبيا وروافده نهر الثعبان. عندما تستقر الطمي في قاع النهر أو الخزان، فإنها تغطي الصخور، وتدمر أماكن التكاثر وتزيل كل مكان للاختباء للأسماك الصغيرة للهروب من الحيوانات المفترسة. قد لا يكون التغيير في جودة المياه، مثل الحموضة أو تشبع الغاز، دراماتيكيًا بصريًا، لكنه قد يكون مميتًا لأنواع معينة من الحياة المائية. ويتأثر نهر كولومبيا، بسلسلة السدود والخزانات التي يحتوي عليها، بمجموعة معقدة من هذه التأثيرات، مما يجعل من الصعب التنبؤ أو فهم كيفية تفاعل مجموعات الحيوانات على وجه التحديد.
تنتقل أسماك السلمون المرقط وسمك السلمون المرقط من المحيط باتجاه المنبع إلى مناطق تكاثر مختلفة. وقد هدد بناء سدود متعددة على نهر كولومبيا هذه الثروة السمكية، حيث واجهت الأسماك صعوبة في إكمال رحلتها باتجاه المنبع. تم تركيب سلالم صيد الأسماك في جميع السدود الواقعة على نهر كولومبيا أسفل نهر تشيف جوزيف، من ويلز إلى سد بونفيل.
وتشكل هجرة المياه إلى مجرى النهر مشكلة أيضًا بعد بناء السدود. كانت التيارات التي تسبق بناء السد في نهر كولومبيا تحمل الزريعة بكفاءة إلى المحيط، ولكن إدخال السدود والخزانات أدى إلى تغيير تدفق النهر، مما أجبر الأسماك الصغيرة على بذل المزيد من الطاقة للسباحة عبر المياه الراكدة. بالإضافة إلى ذلك، يتم قتل العديد من الأسماك بواسطة توربينات السد أثناء محاولتها السباحة إلى أسفل النهر. ومن غير الواضح على وجه التحديد عدد الأسماك التي تقتل في التوربينات، لكن التقديرات القديمة تتراوح بين 8 و12% لكل سد. إذا فقست سمكة في مكان مرتفع أعلى النهر فسوف تضطر إلى السباحة عبر سدود متعددة، مما يؤدي إلى خسائر تراكمية محتملة تزيد عن 50 إلى 80% من الزريعة المهاجرة. لقد أدت الجهود المبذولة لجعل التوربينات أكثر أمانًا لمرور الأسماك إلى تقليل خسائر الأسماك بشكل كبير إلى مستويات قريبة من مستويات ما قبل السد. ورغم أن المفرخات تبدو ناجحة إلى حد كبير بالنسبة لبعض أنواع الأسماك، فإن جهودها الرامية إلى زيادة أعداد الأسماك لن تكون فعالة إلا بعد تحسين الهجرة إلى أعلى وأسفل النهر. لا يوجد حل واحد لتحسين أعداد سمك السلمون والسلمون المرقط في نهر كولومبيا، حيث إن التأثيرات التراكمية للسدود وخزانات المياه الراكدة وفقدان الموائل والتلوث والصيد الجائر هي التي تقتل الأسماك. من عام 1965 إلى عام 1969، تم قطع 27.312 فدانًا على طول نهر كولومبيا لإزالة الأخشاب من سهل الفيضان الجديد. لقد أدى قطع الغطاء النباتي على طول الشاطئ إلى إضعاف استقرار التربة وجعل الأرض عرضة للتآكل بسبب الرياح، مما أدى إلى ظهور العواصف الرملية. وعلى العكس من ذلك، في فترات الأمطار، تتحول المناطق التي تم تطهيرها إلى مساحات واسعة من الطين.
في أواخر الأربعينيات من القرن العشرين، بدأ فرع الأسماك والحياة البرية في كولومبيا البريطانية في دراسة التأثيرات التي تخلفها السدود على الحيوانات التي تعيش في المنطقة. وقد أدت نتائجهم إلى تخصيص مبلغ صغير لمزيد من البحث والتخفيف من الأضرار. أصبح عملهم، بالتعاون مع مجموعات الحفاظ المحلية، يركز على الحفاظ على مخزون كوكاني الذي تعرض للخطر بسبب سد دنكان الذي دمر كيلومترات من مناطق التكاثر الرئيسية لبقاء كوكاني وسمك السلمون المرقط وسمك السلمون المرقط قوس قزح. نظرًا لأن سمك السلمون المرقط قوس قزح والسلمون المرقط الثور يتغذيان على سمك الكوكاني، فقد كان من الضروري أن يظل مخزون سمك الكوكاني قويًا. ونتيجة لذلك، قامت شركة بي سي هيدرو بتمويل بناء قناة ميدو كريك للتكاثر في عام 1967، والتي يبلغ طولها 3.3 كـم (2.1 ميل) طولًا، وفي ذلك الوقت كانت أطول منطقة تكاثر من صنع الإنسان وأول منطقة مخصصة لصيد الأسماك في المياه العذبة. تدعم القناة 250 ألف سمكة كوكاني سنويًا، مما ينتج عنه 10 إلى 15 مليون زريعة، مع متوسط معدل بقاء البيضة على قيد الحياة حوالي 45%. كما قدمت شركة بي سي هيدرو بعض التمويل لمنطقة إدارة الحياة البرية في وادي كريستون للمساعدة في تخفيف الأضرار التي لحقت بالموائل المحيطة بسبب سد دنكان. تعد المنطقة موطنًا موسميًا للعديد من أنواع الطيور الفريدة، مثل البجع التندرا، والأوز ذات الجبهة البيضاء الكبيرة والعديد من الطيور الجارحة. تعتبر هذه الأنواع حساسة للتغيرات في النهر لأنها تعتمد عليه في غذائها، وعادة ما توجد أماكن تعشيشها بالقرب من الماء. كما ساهمت شركة بي سي هيدرو، بالشراكة مع مقاطعة كولومبيا البريطانية ووزارة مصايد الأسماك والمحيطات الكندية، في برنامج تعويض الأسماك والحياة البرية في حوض كولومبيا منذ عام 1988.

#### الولايات المتحدة
وعلى النقيض من الجزء الكندي من نهر كولومبيا، كان الجزء الأمريكي من النهر قد تم تطويره بشكل كبير بحلول الوقت الذي دخلت فيه المعاهدة حيز التنفيذ. وبما أن الدور الأميركي في الاتفاق كان يتلخص إلى حد كبير في توفير القدرة على توليد الطاقة، وكانت هذه القدرة موجودة بالفعل، فإن الولايات المتحدة لم تكن ملزمة ببناء أي سدود جديدة. في حين أن السدود المعاهدة في نهر كولومبيا العلوي تعني ملء خزانات كبيرة، مما يؤدي إلى غمر مساحات كبيرة من الأرض، لم تكن هناك حاجة لبناء سدود جديدة في نهر كولومبيا السفلي. كانت التأثيرات المحلية الناجمة عن بناء السد محدودة بتلك الناجمة عن سد ليبي ‏ في مونتانا. حصلت الولايات المتحدة على تفويض لبناء هذا السد الاختياري على نهر كوتيناي، أحد روافد نهر كولومبيا. تمتد بحيرة كوكانوسا، خزان سد ليبي، لمسافة ما داخل كندا.
وبما أن هذا المشروع يتضمن خزانًا عابرًا للحدود، فقد كان الانتقال من التخطيط إلى البناء بطيئًا. بحلول عام 1966، عندما بدأ البناء، كانت الحركة البيئية قد بدأت تكتسب بعض الزخم السياسي. وتوصلت تقييمات الأثر البيئي إلى أن هذا السد من شأنه أن يشكل ضررا على مجموعة متنوعة من الحيوانات البرية الكبيرة، بما في ذلك الأغنام ذات القرون الكبيرة والأيائل. في حين فتح سد ليبي إمكانيات الري في مجرى النهر، قرر العلماء أنه من شأنه أيضًا أن يدمر النظم البيئية القيمة للأراضي الرطبة ويغير من هيدرولوجيا النهر في جميع أنحاء المنطقة التي يمتد إليها، في الخزان وفي مجرى النهر البعيد.
وتحت ضغط من جماعات النشطاء البيئيين، وضع سلاح المهندسين بالجيش خطة تخفيف تمثل انحرافا كبيرا عن سدود المعاهدة السابقة. عالجت هذه الخطة المخاوف بشأن الأسماك من خلال بناء المفرخات، والاستحواذ على الأراضي لتكون بمثابة مناطق رعي للحيوانات التي غمرت المياه مناطقها الطبيعية، وتنفيذ إصلاح تكنولوجي كجزء من مشروع السد الذي مكّن من التحكم في درجة حرارة المياه المنبعثة من السد.
كان التأثير البيئي المحلي لسد ليبي هو إغراق 40 ألف فدان (حوالي 162 كيلومترًا مربعًا)، مما أدى إلى تغيير النظم البيئية في مجرى النهر ومنبعه. وكان هذا هو التأثير البيئي المباشر الأعظم للمعاهدة في الولايات المتحدة. ورغم أن سد ليبي وبحيرة كوكانوسا كانا النتيجتين الأكثر وضوحاً للمعاهدة في الولايات المتحدة، فإن نظام الإدارة الجديد كان له آثار بيئية بعيدة المدى. لقد أتاحت زيادة سعة التخزين في سدود نهر كولومبيا العلوي لمديري النهر درجة أكبر بكثير من التحكم في مخطط منسوب النهر. أصبح من الممكن الآن خفض التدفقات القصوى بشكل كبير، وتعزيز التدفقات المنخفضة من خلال الإطلاقات الخاضعة للرقابة من التخزين. تميل ذروة الطلب على الطاقة إلى الحدوث في منتصف الشتاء ومنتصف الصيف، لذا يقوم مديرو النهر بمعايرة الإطلاقات لتتزامن مع فترات الطلب المرتفع. وهذا يمثل تغييراً جذرياً عن تدفقات النهر القصوى في الصيف التي كانت مدفوعة بذوبان الثلوج قبل تطوره.

## وصلات خارجية
- المعاهدة في نص عادي
- المعاهدة بصيغة PDF
- مجلس الهندسة الدائم لمعاهدة نهر كولومبيا
- موقع وزارة الطاقة والمناجم في كولومبيا البريطانية
- تقرير إدارة الطاقة في بونفيل وفيلق مهندسي الجيش الأمريكي
- مقالة مجلس الطاقة والحفاظ على البيئة في شمال غرب الولايات المتحدة
- منتدى نهر كولومبيا الكندية
- صندوق حوض كولومبيا نسخة محفوظة 5 أبريل 2016 على موقع واي باك مشين.
- مقالة من الجمعية التاريخية في ولاية أوريغون
- أوراق آرثر باجيت
- موقع مراجعة حكومة كولومبيا البريطانية لعام 2014
- موقع مراجعة حكومة الولايات المتحدة لعام 2014